# David di Donatello 1965
La 10a edició dels premis David di Donatello, concedits per l'Acadèmia del Cinema Italià va tenir lloc el 31 de juliol de 1965 al Teatre grecoromà de Taormina. El premi consistia en una estatueta dissenyada per Bulgari.

## Guanyadors

### Millor director
- Francesco Rosi - Il momento della verità (ex aequo)
- Vittorio De Sica - Matrimonio all'italiana (ex aequo)

### Millor productor
- Carlo Ponti - Matrimonio all'italiana

### Millor actriu
- Sophia Loren - Matrimonio all'italiana

### Millor actor
- Vittorio Gassman - La congiuntura (ex aequo)
- Marcello Mastroianni - Matrimonio all'italiana (ex aequo)

### Millor actriu estrangera
- Audrey Hepburn - My Fair Lady (My Fair Lady)

### Millor actor estranger
- Rex Harrison - My Fair Lady (My Fair Lady)

### Millor productor estranger
- Jack L. Warner - My Fair Lady (My Fair Lady)

### Targa d'oro
- Michael Cacoyannis, per la seva direcció a: Zorba the Greek (Zorba the Greek/Alexis Zorbas)
- Anthony Quinn, per la seva interpretació a: Zorba the Greek (Zorba the Greek/Alexis Zorbas); regia di Michael Cacoyannis
- Melina Mercouri, per la seva interpretació a: Topkapi (Topkapi); dirigida per Jules Dassin
- Dino De Laurentiis, pel conjunt de la seva producció